# Jean-Joseph Sanfourche
Jean-Joseph Sanfourche (* 25. Juni 1929 in Bordeaux; † 13. März 2010 in Saint-Léonard-de-Noblat), genannt Sanfourche, war ein französischer Maler, Dichter, Zeichner und Bildhauer.

## Leben und Wirken
Sanfourche war der Sohn eines Malers und wurde schon als Kind von diesem im Zeichnen unterrichtet. In seiner frühen Kindheit zog die Familie nach Rochefort. In der Zeit des Nationalsozialismus wurde die Familie im Jahr 1942 von der Gestapo inhaftiert, sein Vater wurde 1943 erschossen. Jean Joseph Sanfourche und seine Mutter wurden aus der Haft entlassen und zogen nach Limoges, wo Sanfourche eine Berufsschule besuchte. Er sammelte Erfahrungen in Bildhauerei und Holzarbeiten.
Nach dem Schulabschluss absolvierte er ein Studium in Rechnungswesen und übersiedelte anschließend nach Paris, wo er als technischer Direktor einer Textilfabrik tätig war und danach als Beamter im Außenministerium. Diese Tätigkeit beendete er wegen einer schweren Erkrankung mit Erblindung eines Auges.
Nach seiner Rückkehr nach Limoge war er vielseitig als Maler, Bildhauer, Grafiker und Dichter tätig. Er schuf u. a. Werke aus Bronze, Holz, Stein und Emaille. Er war befreundet bzw. stand in Kontakt mit u. a. Gaston Chaissac, Jean Dubuffet und Robert Doisneau.
Seine Werke befinden sich in zahlreichen Museen, darunter Collection de l’Art Brut (Lausanne), in France Begles, im Musee d’Art Moderne (Paris) und im Palais des Beaux-Arts de Bruxelles.
1992 ernannte ihn François Mitterrand zum Ritter der Ehrenlegion.